# Васильевское (Кировская область)
Васильевское — село в составе Немского района Кировской области. 

## География
Находится на расстоянии примерно 11 километров по прямой на запад-северо-запад от районного центра поселка Нема.

## История
Село известно с 1717 года, когда там было учтено 6 дворов, в 1764 году 71 житель. Благовещенская каменная церковь построена в 1795 году. В 1873 году учтено дворов 17 и жителей 99, в 1905 18 и 94, в 1926 40 и 163, в 1950 40 и 143 соответственно, в 1989 424 жителя. До 2021 года входила в  Архангельское сельское поселение Немского района, ныне непосредственно в составе Немского района.

## Население
Постоянное население  составляло 428 человек (русские 91%) в 2002 году, 392 в 2010.
Лит.: Шумилов Е. Н. Некоторые сведения о церкви села Васильевского Немского района Кировской области // Обретение святых – 2022: сборник материалов XIV Межрегиональной церковно-научной конференции. г. Киров [Вятка], 15 октября 2022 г. Киров: «Лобань», 2023. С. 137 – 141.